# Совет департамента Дром
Совет департамента Дром — верховный орган управления департамента Дром.

## Президент
Президентом Совета департамента Дром является Мари-Пьер Мутон (LR) с 29 мая 2017 года. Она была переизбрана 1 июля 2021 года..

## Предыдущие президенты
- Мариус Муте (SFIO, 1945–1951)
- Морис Пик (PS, 1957-1985)
- Родольф Пеше (PS, 1985–1992)
- Жан Мутон (UDF, 1992-2001)
- Чарльз Монж (DVD, 2001-2002)
- Жан Мутон (UMP, 2002-2004)
- Дидье Гийом (PS, 2004-2015)
- Патрик Лабаун (UMP, затем LR, 2015-2017)

## Вице-президенты
- Франк Сулиньяк, 1-й вице-президент, отвечающий за привлекательность, экономику, занятость и интеграцию, сельскохозяйственную и продовольственную политику, цифровые технологии и европейские фонды, кантон Валанс-3
- Франсуаза Шазаль, 2-й вице-президент, отвечающий за человеческую солидарность, автономию, детство, профилактику, отцовство и здоровье, кантон Лориоль-сюр-Дром.
- Жак Ладегайлери, 3-й вице-президент, ответственный за выполнение действий и государственное управление, отношения с пользователями и участие граждан, кантон Лориоль-сюр-Дром
- Натали Заммит, 4-й вице-президент по планированию, территориальному развитию и устойчивой динамике, кантон Веркор-Мон-дю-Матин
- Эрик Фелиппо, 5-й вице-президент, отвечающий за экологический переход, окружающую среду и биоразнообразие, кантон Монтелимар-2
- Вероник Пюже, 6-й вице-президент, отвечающий за: среднее образование, высшее образование, гражданство, дела молодежи, культура и спорт, кантон Валанс-4
- Жан-Мишель Авиас, 7-й вице-президент, отвечающий за безопасность, инфраструктуру, кантон Гриньян

## Состав Совета департамента
|                        | Партия                            | Кол-во мест            |                        |
| Большинство (28 мест): | Большинство (28 мест):            | Большинство (28 мест): | Большинство (28 мест): |
| ---------------------- | --------------------------------- | ---------------------- | ---------------------- |
|                        | Разные правые                     | 13                     |                        |
|                        | Республиканцы                     | 11                     |                        |
|                        | Союз демократов и независимых     | 3                      |                        |
|                        | Вперёд, Республика!               | 1                      |                        |
| Независимые: (4 места) |                                   |                        |                        |
|                        | Вперёд, Республика!               | 2                      |                        |
|                        | Разные левые                      | 1                      |                        |
|                        | Разные центристы                  | 1                      |                        |
| Оппозиция: (6 места)   |                                   |                        |                        |
|                        | Социалистическая партия (Франция) | 4                      |                        |
|                        | Разные левые                      | 2                      |                        |

## Бюджет
- 2015: 683,4 млн евро, в том числе 122 млн евро на инвестиции.
- 2022: 747,1 млн евро, в том числе 157 млн евро на инвестиции.

## Инвестиционный бюджет
- 2005 : 30 миллионов евро
- 2022: 157 миллионов евро